# کنسول اختصاصی

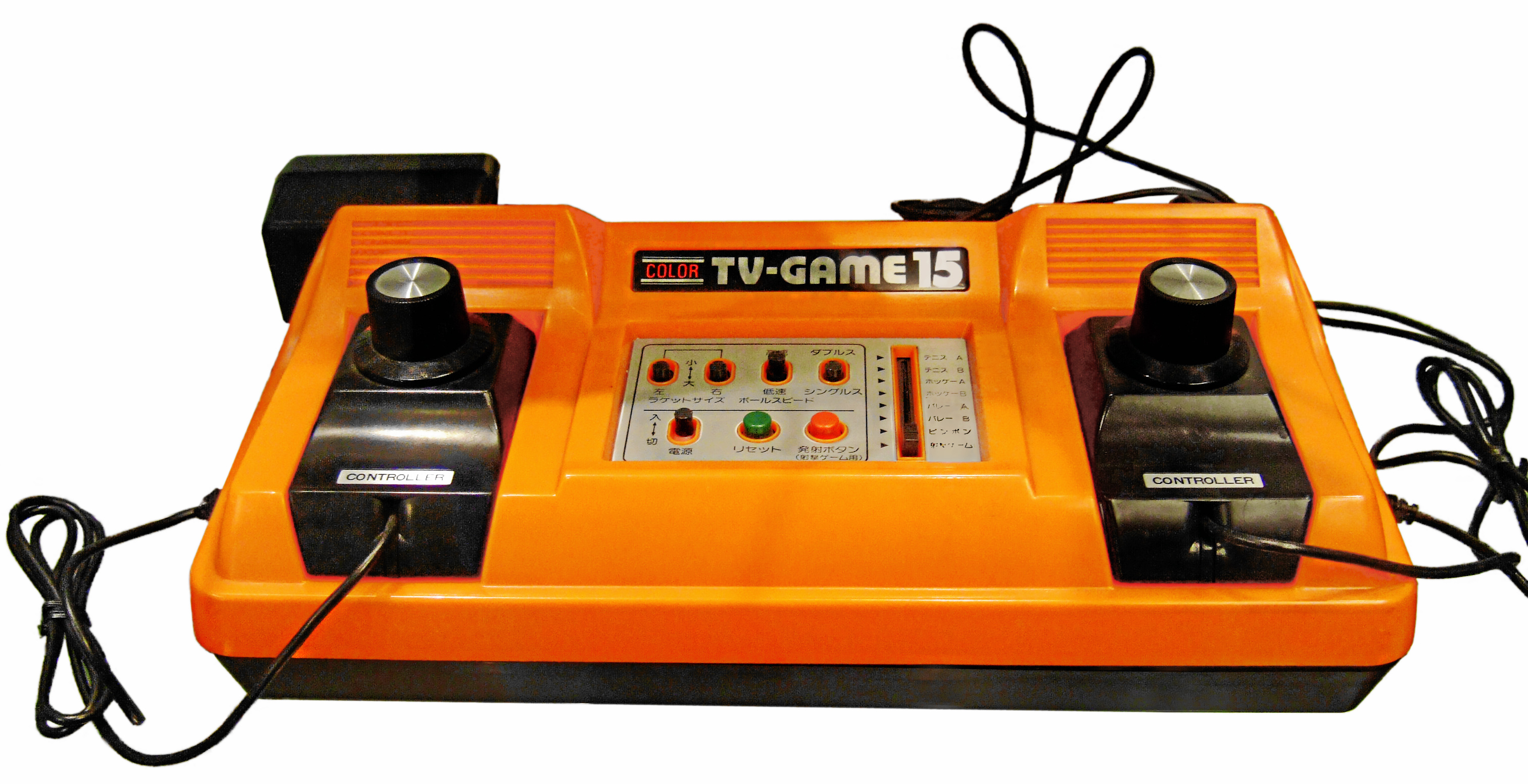
کنسول اختصاصی

کنسول بازی اختصاصی (به انگلیسی: Dedicated Console) یک کنسول بازی است که به صورت اختصاصی یک یا چند بازی را درون خود دارد و تجهیزات لازم برای بازی های بیشتر مانند رام کارتریج یا رسانه‌های دیگر را ندارد.